# Vieux-Sarrebruck
Vieux-Sarrebruck (Alt-Saarbrücken en allemand) est un quartier de la ville allemande de Sarrebruck en Sarre.
Sarrebruck, érigée ville en 1322, fusionne le 1er avril 1909 avec les villes de Saint-Jean-sur-Sarre et de Malstatt-Burbach pour former la ville contemporaine du même nom. Pour éviter toute confusion entre l'ancienne et la nouvelle ville, il est d'usage de désigner l'ancienne ville par Vieux-Sarrebruck.
Le siège de la communauté régionale de Sarrebruck et le Landtag de Sarre se trouvent dans le quartier.

## Histoire
Le château de Sarrebruck est mentionné pour la première fois le 14 avril 999 sous la forme castellum Sarabrucca. Sa construction daterait de 850.
Le comté de Sarrebruck est quant à lui créé en 1080 comme État vassal de l'évêché de Metz.
Sous ordre de l'empereur Frédéric Barberousse, le château est en partie détruit en 1168. Les raisons de cette destruction sont aujourd'hui inconnues. Il sera rebâti quelques années plus tard.
Par la suite, Sarrebruck, en plein essor, devient la ville principale de son comté ainsi que l'une des plus grandes de la région avec Kaiserslautern, Trèves, Metz et Sarrebourg. Cette évolution est favorisée par l'emplacement de la ville, située à l'intersection des routes Metz-Worms et Trèves-Strasbourg.
La construction de la chapelle Saint-Nicolas débute en 1261, elle se situait sur l'actuel emplacement de la chapelle du château.
La maison de Nassau hérite de Sarrebruck et de son comté en 1353. Elle restera en sa possession jusqu'à la Révolution française.
Après la guerre de Trente Ans et l'épidémie de peste, Sarrebruck, détruite, n'est plus peuplée que par 70 habitants en 1637.
En 1677, durant la Guerre de Hollande, le roi Louis XIV incendie Sarrebruck et la réduit en cendres. Seules 8 habitations subsisteront à l'attaque. À la suite de cette guerre, Sarrebruck sera brièvement intégrée au royaume de France de 1680 à 1697.
Le château est une nouvelle fois partiellement détruit et brûlé en 1793. Sarrebruck est à nouveau française de 1798 à 1814.
La ville fusionne une première fois avec Saint-Arnual en 1897 puis avec Saint-Jean-sur-Sarre (St. Johann a.d. Saar) et Malstatt-Burbach le 1er avril 1909. Depuis cette date, on désigne l'ancienne ville de Sarrebruck par Vieux-Sarrebruck (Alt-Saarbrücken).

## Patrimoine
L'une des curiosités les plus notables du vieux Sarrebruck est la place Louis (Ludwigsplatz) et l'église protestante Saint-Louis (Ludwigskirche), chefs-d'œuvre de Stengel, réalisés entre 1762 et 1775, qui comptent parmi les ensembles baroques les plus beaux et les plus homogènes d'Allemagne. La place Louis est bordée par huit palais de tailles différentes, blancs et gris argentés, dont la couleur met en valeur le grès jaune rougeâtre de l'église Saint-Louis.

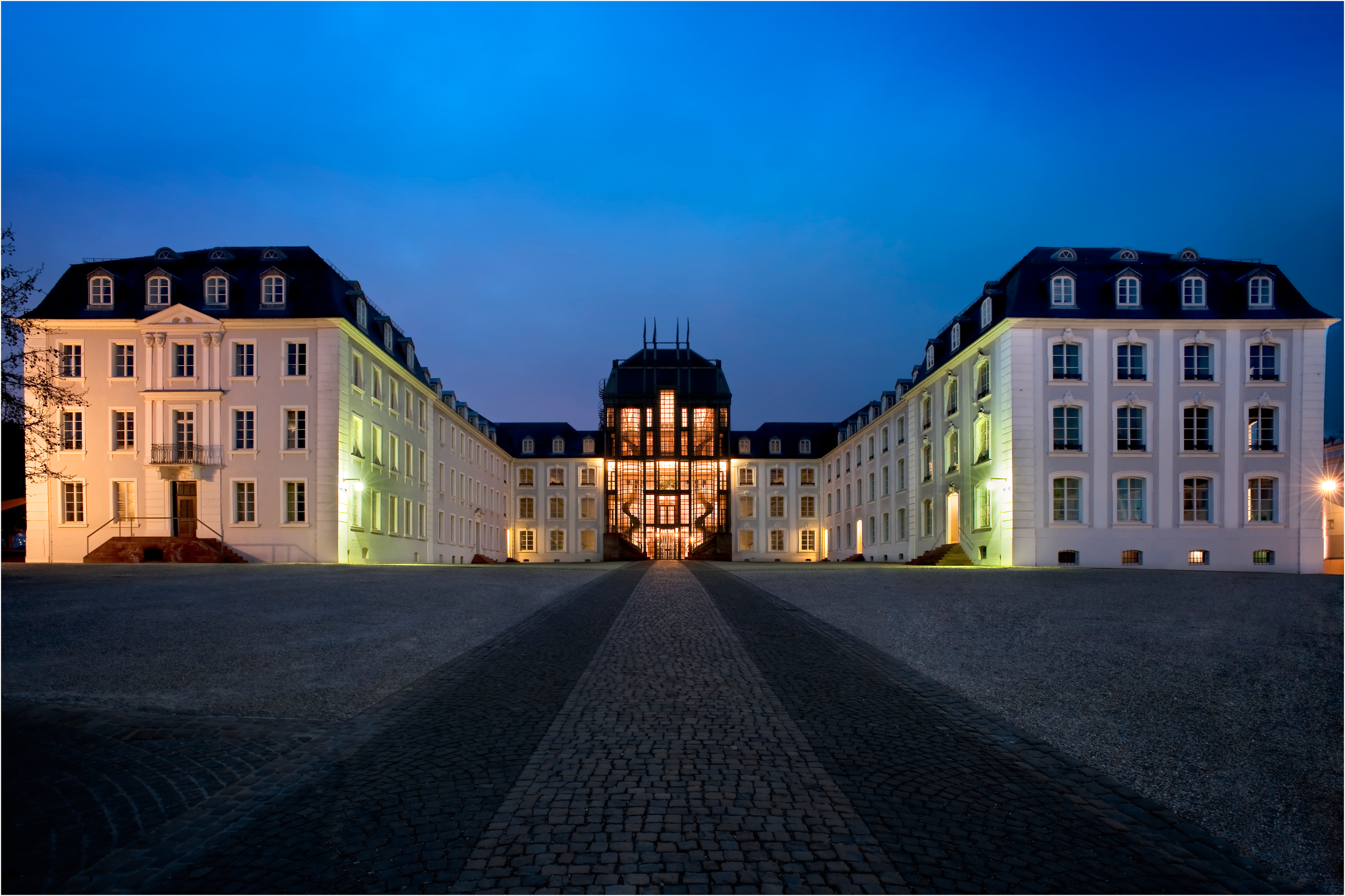
Le château.
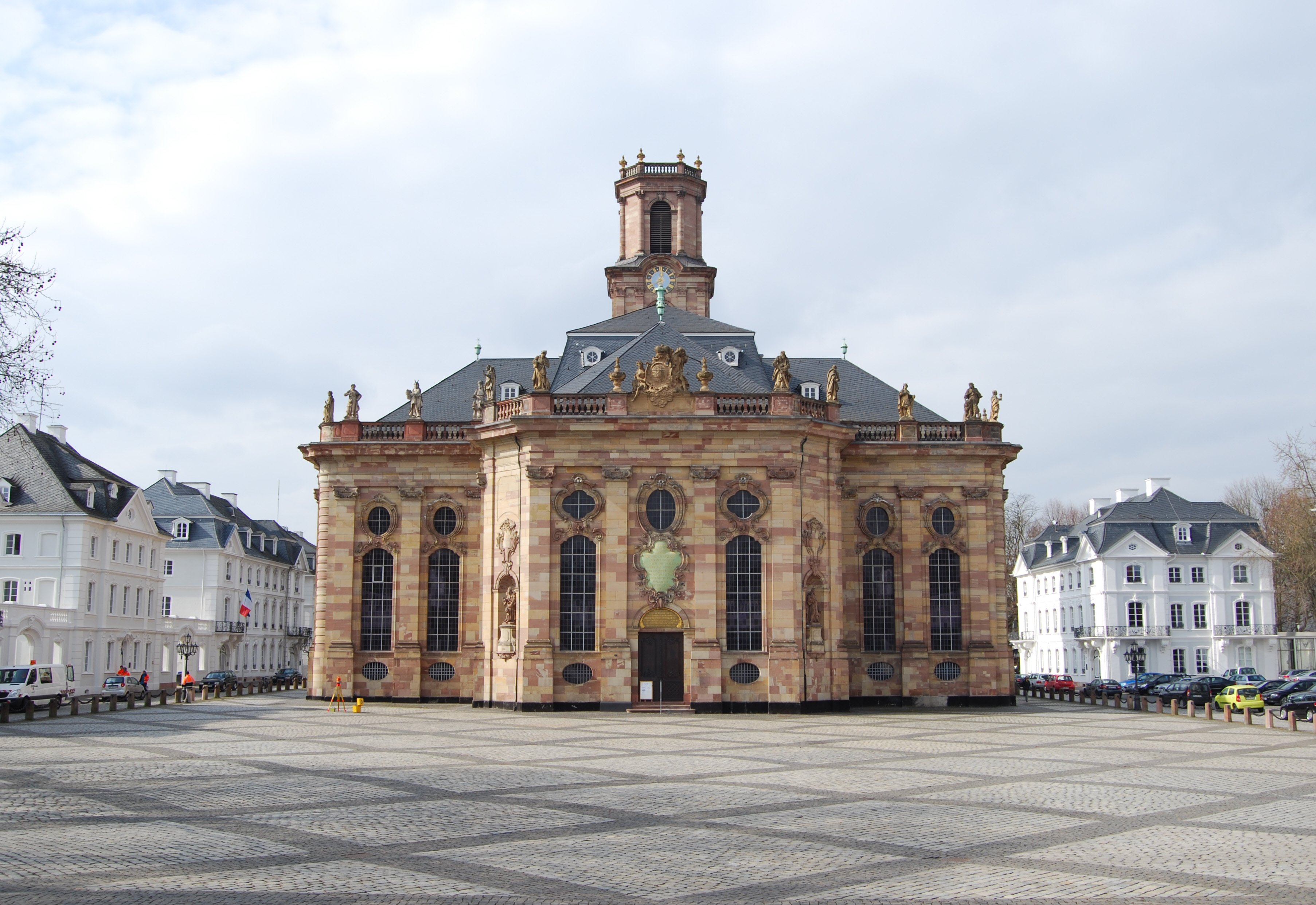
L'église Saint-Louis.
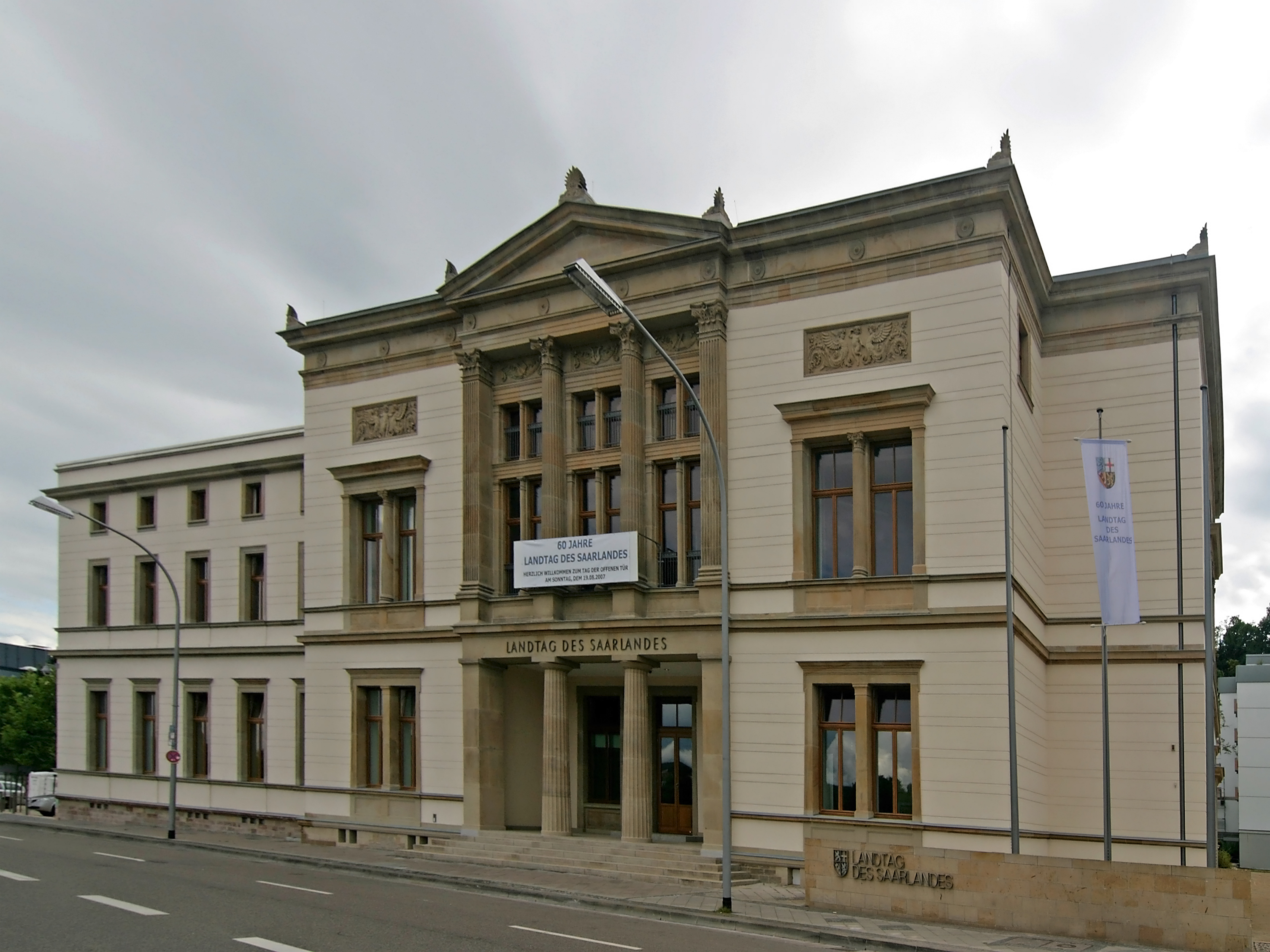
Le parlement de Sarre.